# Regió econòmica del Caucas Nord
La Regió econòmica del Caucas Nord (en rus Северо-Кавказский экономический район; sévero-kavkazski ekonomítxeski raion) és una de les dotze regions econòmiques de Rússia.
En aquesta zona que davalla cap al nord des de la principal serralada del Caucas, en una plana, es troben rics jaciments de petroli, de gas natural i de carbó. Les principals ciutats són Rostov del Don, Krasnodar, Grozni, Vladikavkaz, i Novorossiïsk. Sotxi és un centre de vacances. La regió del riu Kuban és de sòl fèrtil del tipus txernozom (terra negra) i és un dels principals graners de Rússia. Altres rius són el Don el riu Kuma i el riu Terek. El Canal Volga-Don és la principal ruta de transport.

## Composició
- República d'Adiguèsia
- República de Txetxènia
- República del Daguestan
- República d'Ingúixia
- República de Kabardino-Balkària
- República de Karatxai-Txerkèssia
- Krai de Krasnodar
- República d'Ossètia del Nord - Alània
- Óblast de Rostov
- Krai de Stàvropol

## Indicadors socioeconòmics
Aquesta regió inclou la part més turbulentes dins de la Federació de Rússia, la República de Txtxènia, i altres repúbliques on la tensió política és alta. El PIB per habitant és la meitat respecte a la mitjana de la Federació Russa i la productivitat també és baixa.